# Demain ce seront des hommes
Pour plus de détails, voir Fiche technique et Distribution.

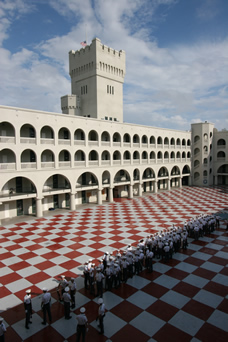
« The Citadel », école militaire de Charleston (Caroline du Sud), site de tournage extérieur

Demain ce seront des hommes (titre original : The Strange One) est un film américain réalisé par Jack Garfein et sorti en 1957.

## Synopsis
Des élèves officiers d'une école militaire connaissent de multiples épreuves dans un contexte délétère : harcèlement psychique, bizutage et autres humiliations exercés par le sergent Jocko De Paris et deux de ses acolytes. À la merci de ce sergent psychotique, certains cadets sont très perturbés. Ces expériences vont-elles faire de tous ces jeunes des hommes aguerris et de bons officiers ?

## Fiche technique
- Titre original : The Strange One
- Titres alternatifs : End as a Man et The Young One
- Titre français : Demain ce seront des hommes
- Réalisation : Jack Garfein
- Scénario : Calder Willingham d'après son roman End as a Man (1947) et sa pièce de théâtre éponyme (création à New York le 15 septembre 1953)[1]
- Dialogues : Calder Willingham
- Décors : Joseph C. Wright
- Costumes : Arthur Craig
- Photographie : Burnett Guffey
- Son : Edward J. Johnstone
- Montage : Sidney Katz, Gene Milford
- Musique : Kenyon Hopkins
- Producteur : Sam Spiegel
- Sociétés de production : Horizon Pictures, Columbia Pictures
- Sociétés de distribution : Columbia Pictures, Sony Pictures Television
- Pays de production :  États-Unis
- Tournage : 
  - Langue : anglais
  - Période : 9 juillet au 24 août 1956
  - Intérieurs : Shamrock Studios (Winter Park, Floride)
  - Extérieurs : Université Stetson de Gulfport/Stetson University College of Law (en), Rollins College (en) d'Orlando (Floride) et « The Citadel » École militaire de Charleston (Caroline du Sud)/The Citadel, The Military College of South Carolina (en)[2]
- Format : 35 mm — noir et blanc — 1.85:1 — monophonique
- Genre : drame, film biographique
- Durée : 100 minutes
- Dates de sortie :
  - États-Unis :  12 avril 1957
  - France : juillet 1957
- (fr) Classification CNC : tous publics (visa d'exploitation no 19638 délivré le 26 juin 1957)

## Distribution
- Ben Gazzara (VF : Michel Roux) : le cadet sergent Jocko De Paris
- Pat Hingle (VF : Albert Augier) : le cadet « Harry » Harold Koble
- George Peppard : le cadet Robert Marquales
- Arthur Storch (VF : Maurice Nasil) : le cadet Simmons
- Paul E. Richards (VF : Pierre Trabaud) : le cadet « Cockroach » (« Cloporte » en VF) Perrin McKee
- James Olson : le cadet Roger Gatt
- Peter Mark Richman (VF : Serge Lhorca) : le cadet colonel Corger
- Clifton James : le colonel Ramey
- Larry Gates (VF : Richard Francœur) : le major Avery
- Geoffrey Horne : le cadet « Georgie » George Avery Jr.
- Julie Wilson (VF : Nadine Alari) : Peonie alias « Rosebud » (« Rose de Mai » en VF)

## À noter
- Débuts au cinéma de Ben Gazzara, George Peppard et Geoffrey Horne.
- Selon TCM Db États-Unis et Allmovie Db, une séquence de trois minutes aux connotations homosexuelles aurait été censurée (code Hays) alors que l'homosexualité est souvent sous-jacente dans le roman et la pièce de Calder Willingham.